# Breviceps gibbosus
Breviceps gibbosus е вид жаба от семейство Brevicipitidae. Видът е почти застрашен от изчезване.

## Разпространение
Разпространен е в Южна Африка (Западен Кейп).